# مارشن (شهرستان پیاسچنو)
مارشن (به لاتین: Marysin) یک روستا در لهستان است که در گمینا لشنووولا واقع شده‌است.